# 弗吉尼娅·麦克纳
弗吉尼娅·麦克纳女爵士，DBE（英語：Virginia McKenna，1931年6月7日—），女，英国演员。曾获得英国电影学院奖最佳女主角、英国电视学院奖最佳女主角等奖项。